# Коквил (Вајоминг)
Коквил (енгл. Cokeville) град је у америчкој савезној држави Вајоминг.

## Демографија
По попису из 2010. године број становника је 535, што је 29 (5,7%) становника више него 2000. године.
| Група             | 2000.       | 2010.       |
| Белци             | 490 (96,8%) | 523 (97,8%) |
| Афроамериканци    | 2 (0,4%)    | 0 (0,0%)    |
| Азијати           | 0 (0,0%)    | 0 (0,0%)    |
| Хиспаноамериканци | 12 (2,4%)   | 8 (1,5%)    |
| Укупно            | 506         | 535         |